# Astrotrichilia elegans
Astrotrichilia elegans är en tvåhjärtbladig växtart som beskrevs av J.-f. Leroy & M. Lescot. Astrotrichilia elegans ingår i släktet Astrotrichilia och familjen Meliaceae. Inga underarter finns listade i Catalogue of Life.